# Dystrykt Hhohho
Dystrykt Hhohho – jeden z 4 dystryktów w Królestwie Eswatini, znajdujący się w północnej części kraju. Jego stolicą jest Mbabane. Inne główne miasta: Piggs Peak, Bulembu. Dystrykt dzieli się na 14 tinkhundla.

## Demografia
Dystrykt Hhohho jest 2. pod względem liczby ludności dystryktem w państwie. Według spisu powszechnego z 2007r. zamieszkiwało go 282 734 mieszkańców.
Zmiana liczby ludności w latach 1966 - 2007:
Źródło:http://www.statoids.com/usz.html